# Alexandru Ianai
Ionatan Alexandru Ianai, sau Yonatan (Yehonatan) Alexander Yannay  (în ebraică יהונתן אלכנסד ינאי, 127 - 76 î.Hr.) a fost rege al Iudeei și mare preot al evreilor (103-76 î.Hr), din Dinastia Hasmoneilor, în perioada celui de-al Doilea Templu. A dus mai multe războaie și a extins mult teritoriul regatului. Este cunoscută și confruntarea sa permanentă cu fariseii.

## Anii dinaintea urcării pe tron
Alexandru Ianai a fost al treilea dintre cei cinci fii ai regelui Ioan Hyrcanos (Yohanan Hyrkanos) I. Dupa mărturia lui Iosephus Flavius, tatăl său nu s-a atașat de el și a preferat să-l trimită de mic să crească în Galileea. Din monedele pe care le-a emis ca rege, se știe că pe lângă numele de origine greacă Alexandru mai purta și numele ebraic Ionatan. Se presupune că Ianai era prescurtarea acestui nume. În altă opinie Ianai ar fi prescurtarea numelui Ioan, în ebraică Yohanan („Dumnezeu este har”). 
Fratele său Iuda Aristobul I l-a urât și s-a temut de el, și când a ajuns rege, l-a aruncat în închisoare. După moartea lui Iuda Aristobul și a încă unui frate, Antigon I, Alexandru a fost numit în fruntea regatului. El a luat de soție, potrivit  legii leviratului, pe văduva lui Iuda Aristobul, Salomeea Alexandra (Shlomtzion), care era sora învățatului Shimon Ben Shatah.

## Politică de cuceriri

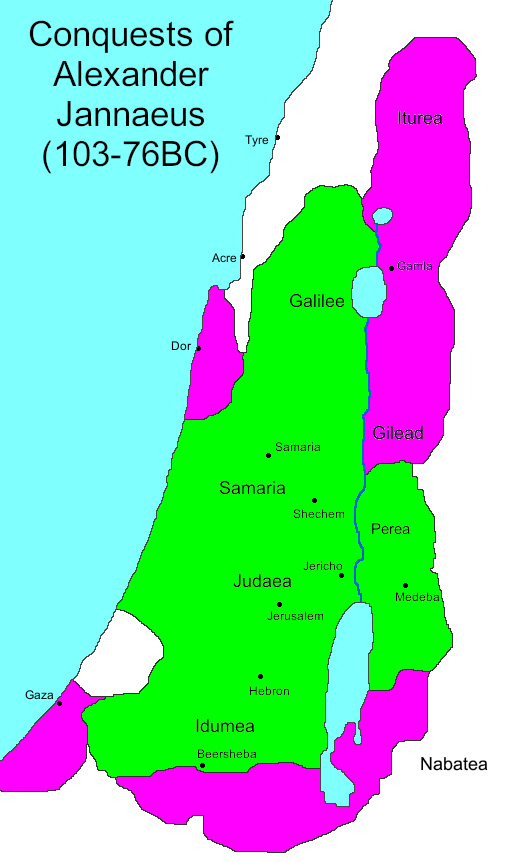
Harta Regatului Iudeei pe la 103 î.Hr. la finele domniei lui Alexandru Ianai; în culoare magenta - cuceririle sale

Alexandru Ianai a continuat politica războinică a tatălui său. La moartea sa în anul 76 î.Hr., granițele Regatului Iudeei s-au lărgit cu mult, și includeau teritorii însemnate din Valea Iordanului, pe care le cucerise de la nabateeni, de asemenea zona Golan și Valea Hula, precum si arii suplimentare cuprinzând orașele Geder și Gaza. În campaniile sale militare a cunoscut și perioade dificile, când a fost nevoit să recurgă la ajutor din Egipt sau de la mercenari străini.
Se apreciază că războaiele lansate de Alexandru Ianai aveau drept obiectiv obținerea unei continuități teritoriale a regatului Iudeei, obținerea controlului asupra unor puncte geografice cheie precum porturi și noduri de căi comerciale, întărirea economică a Iudeei, reașezarea de evrei din zonele dens populate în regiuni de periferie mai rar locuite. Domnia lui s-a caracterizat și prin lichidarea cultelor politeiste și a oricărei manifestări de păgânism  pe teritoriul regatului. El s-a străduit să limiteze cât mai mult libertățile polis-urilor grecești din regat și să întărească puterea centrală.
Cele dintâi operații militare întreprinse de Alexandru Ianai au fost cele care au dus la controlarea nordului Țării Israelului și apoi cucerirea orașului Ptolemais (Acra), port elenizat important, devenit ostil evreilor, și care tulbura dominația Regatului Iudeu în Galileea. Ianai a asediat Acra în anii 102-103 î.Hr. Aflându-se la strâmtoare, locuitorii asediați au apelat la ajutorul lui Ptolemeu „Lathyrus” (Ptolemeu al IX-lea), fiul detronat al reginei Egiptului, Cleopatra a III-a, și care domnea în acea vreme în Cipru. Ptolemeu dădu o lovitură puternică oștirii lui Ianai care pierdu numeroși luptători.
Acum fu rândul regelui iudeu de a cere ajutor. El se adresa tocmai Cleopatrei a III-a, avertizând-o că o victorie a lui Ptolemeu în Asia va pune și domnia ei în primejdie. Regina a trimis de îndată o oaste egipteană sub comanda a doi comandanți de origine evreiască, Hilkia și Hananya. Aceștia erau frați, fii ai lui Onias (Huniu) al IV-lea, dintre familia unor mari preoți din Ierusalim, care se stabiliseră în Egipt. Ptolomeu Latyros fu nevoit să bată în retragere. Victoria egipteană însă punea acum în pericol independența atât de greu redobândită a Iudeei, care putea fi în acest moment anexată iarăși la regatul egiptean al Lagizilor. Dar tradiția evreiască povestește că cei doi frați evrei învingători care au condus armata egipteană, ar fi convins-o pe Cleopatra să renunțe la ideea anexării Iudeei. 
În urma cuceririi Acrei Alexandru Ianai a izbutit să-și întindă stăpânirea asupra unui șir de porturi elenistice la Marea Mediterană, precum Dor, Migdal Straton (devenită mai târziu Caesarea) și Apollonia.  
În anul 101, fiind hotărât să stăvilească pericolul nabatean dinpre răsărit, Ianai și-a îndreptat oastea către malul de est al Iordanului, spre regiunile Basan (Bashan) și Ghilead (Gil'ad), și a cucerit în acelaș timp și localitățile Gader și Hamat.  
În acelaș an el a făcut cuceriri și în sud: a ocupat Gaza și împrejurimile, ajungând până la Rhinocorura, El Arish de astăzi.În anul 96 î.Hr. a poruncit distrugerea Gazei, care era un port și o statie comercială importantă. Se crede ca a decis astfel pentru a le tăia nabateenilor rivali legătura cu marea și a le  strangula comerțul. I  se atribuie acestei hotarari si un motiv simbolic: bătălia de la Gaza adusese în urma ei subjugarea Iudeei față de regatele elenistice. Ianai voia acum să șteargă această pată din paginile istoriei și să deschidă o pagină nouă în istoria Iudeei suverane.   
Anii 95-99 î.Hr. au fost martorii unor noi campanii militare dirijate de această dată contra Moabului tot în scopul acaparării unor centre ale comerțului nabateean. În 80-83 î.Hr. el organiză înca o expediție la est de Iordan, ca să cucerească mai multe polis-uri locale - între care Dion și Gerash.

## Centralizarea puterii
Ianai se vedea conducător unic și a fost primul dintre capii familiei Hasmoneilor care a emis monede pe care apare titlul de rege, în greacă „Basileos”. Pentru a sublinia concentrarea puterii în mâinile sale a încetat baterea de monede pe care era menționat alături de numele monarhului, numele Sfatului numit Sanhedrinului, Gerousia sau Hever Hayehudim. Aceasta reflecta îndepărtarea acestei adunări de la conducerea țării sau, cel puțin, restrângerea puterii și influenței ei. 
Pe monedele pe care regele e numit mare preot, apar semne tradiționale: o cunună și, circumscrisă în ea, o inscripție și o pereche de coarne ale abundenței
Pe monedele pe care stă scris în alfabetul ebraic vechi (paleoebraic) „Regele Yehonatan”, apare de o parte - o roată cu opt spițe, iar pe partea reversă - o ancoră.
Fariseii, care vedeau în Sanhedrin și în reprezentanții poporului părtași deplini la putere, au fost mânioși în fața devierii regelui de la hotărârea Sfatului poporului din vremea lui Shimon Makabi, care statea la temelia regatului.
Se povestește că atunci când Ianai a sosit la Adunarea Sanhedrinului, cu ocazia judecării unui rob de-al său, a refuzat să compară în fața acesteia. Sanhedrinul  nu a îndrăznit să-l înfrunte. În cele din urmă s-a adoptat sentința cunoscută ca מלך לא דן ולא דנין אותו" - Un rege nu judecă, nici nu este judecat (tratatul Sanhedrin 2,2)  Unii cercetători cred că această anecdotă și sentință s-au referit nu la Yanay, ci la Irod cel Mare.

## Răscoala împotriva lui Ianai
Răsunetul succesului campaniilor militare al lui Alexandru Ianai a fost umbrit de conflictele interne dintre farisei și saducei   
Fariseii pretindeau creșterea atribuțiilor Sanhedrinului și separarea funcției de mare preot de cea a monarhului.
Liderul partidei fariseilor era învățatul Shimon Ben Shatah,care, după tradiție, ar fi fost cumnatul regelui. 
Ianai, însă, prefera tabăra rivală, a Saduceilor, pe care o conducea, de altfel, în virtutea funcției de mare preot. 
Despotismul regelui, războaiele lui neîncetate, privilegiile elitei din preajma sa, acumularea în mâinile sale a conducerii militare și a celei religioase - spirituale, poziția ostilă a regelui față de farisei și fata de Sanhedrin, i-a atras lui Ianai ura poporului. Displăcea și accentuarea elenizării păturii aristocrate, care în frunte cu regele, adoptase manierele, îmbrăcămintea, armele și tacticile militare, și tipicul ceremoniilor care erau specifice monarhilor elenistici. Acest lucru era interpretat ca o trădare a principiilor inițiale ale primilor Hasmonei, preotul Matityahu și fiii săi Macabei.
Odată, în vreme ce slujea ca mare preot in Templul din Ierusalim, oamenii au aruncat aspupra lui cu fructe de chitră (etrog). 
Când regele a avut un eșec militar în luptă cu nabateenii, care i-au surprins și lovit oastea lui într-o trecătoare îngustă din înălțimile Golan, adversarii săi au considerat că e un moment prielnic pentru a declanșa un lung război civil.
Conflictul, care a durat 6 ani, a dus, după Josephus Falvius, la pieirea a 50,000 de oameni, Ianai luând 
măsuri de represiune de o mare cruzime, cu ajutorul unei oștiri de luptători cu simbrie. Fariseii susținuseră  că regele nu avea dreptul la demnitatea de mare preot deoarece, după unele zvonuri, mama sa era o străină luată în captivitate. Răzbunarea lui Ianai fu cruntă: circa 800 farisei au fost răstigniți pe cruce, în vreme ce membrii familiilor lor au fost omorâți sub ochii lor. Această din urmă grozăvie este menționată nu numai de Josephus, ci și de un manuscris de la Marea Moartă.
Chiar dacă cifrele sunt considerate mult exagerate de cercetătorii din vremea noastră, ele dovedesc gravitatea problemelor cu care era confruntată în acea perioadă societatea din regatul iudeu.
În fața represiunii din partea monarhului, fariseii, sau poate cei mai fanatici dintre ei, nu se dăduseră înapoi de la a apela la ajutorul Siriei seleucide de sub conducerea lui Demetrios al III-lea.
Ulterior, dându-și seama de greșeală, s-au alăturat luptei cu sirienii.
Shimon Ben Shatah însuși, scăpă datorită surorii sale,regina Salomeea Alexandra, care l-a ascuns de mânia soțului ei.Alți conducători farisei au luat calea exilului,ca de pildă Rabi Yehoshua Ben Perahia, care a fugit în Egipt  
Ei s-au întors mai târziu, când prin intervenția Salomeei Alexandra, Shimon ben Shatah a fost repus în fruntea Sanhedrinului. În urma compromisului obținut, Sanhedrinul sau Hever Yehudim a obținut iarăși o poziție influentă în stat.
După Talmudul babilonian, ultimele cuvinte ale lui Alexandru Ianai adresate soției sale, Salomeea Alexandra au fost:
„אל תתיראי מן הפרושין ולא ממי שאינן פרושין, אלא מן הצבועין שדומין לפרושין, שמעשיהן מעשה זמרי ומבקשים שכר כפנחס” 
„Să nu te temi de farisei și nici de cei ce nu sunt farisei, ci de fățarnicii care se prefac că sunt farisei, și care făcând ce a făcut Zimri, cer răsplată ca și cum ar fi fost Pinhas.”
O parte din sursele, talmudice, referitoare la Alexandru Ianai, au fost scrise de învățați care se identificau cu concepția fariseilor. Aceasta ar putea explica descrierea sa ca un despot nemilos. 
Istoricul Yosef Klausner l-a considerat un rege însemnat și cu contribuții pozitive.

## Politica externă
În domeniul politicii externe Alexandru Ianai a deviat de la linia adoptată de predecesorii săi. Nu a reînnoit
alianța cu Republica Romană, din teamă față de expansiunea romană și din voința de a afirma puterea și suveranitatea Iudeei. Dimpotrivă, el a căutat legături cu dușmanii Romei din Orient, cu parții. 
Prin aceasta el s-a aventurat într-o poziție riscantă, dar a murit înainte  ca romanii să ajungă în Orient.
El a păstrat relații bune cu Egiptul lagid, în  primul rând cu regina Cleopatra a III-a, care i-a venit în ajutor în timpul asediului Acrei. Din acest motiv s-a ferit de a lovi Ascalonul, vecina Gazei, deoarece acest polis era aliatul Egiptului.

## Testamentul său politic
Alexandru Ianai a condus regatul Iudeei ca un războinic, și în acest fel și-a sfârșit și domnia, în timpul asediului uneia din cetățile de la răsărit de Iordan. În ultimii ani a încercat să vindece adversitățile ivite între el și popor și i-a lăsat soției, cu limbă de moarte, sfatul de a-i împăciui pe fariseii. După câte se vede, a înțeles că un rege nu poate stăpâni poporul prin foc și sabie și sprijinindu-se pe o miliție de mercenari. 
După moartea sa în anul 76 î.Hr. puterea în regat s-a divizat între trei: văduva, regina Salomeea Alexandra, a moștenit coroana, adică puterea politică. Fiul lor cel mare, Ioan Hircan al II-lea, care a devenit mare preot, a preluat puterea religioasă, iar fiul cel tânăr, Aristobul al II-lea, a preluat comanda armatei (puterea militară).

## Figura sa în istorie și cultură
- Yosef Klausner, în cartea sa Istoria celui de-al Doilea Templu a privit pe Ianai cu a anumită  simpatie și a considerat drept născociri povestirile relatate în cărțile lui Josephus Flavius despre cruzimea sa ieșită din comun în reprimarea fariseilor. Cum s-a arătat mai sus, se povestea că a crucificat 800 de farisei, că ar fi poruncit tăierea soțiilor și copiilor lor în fața privirilor lor, iar în vremea aceasta regele ar fi petrecut la un praznic în compania curtezanelor sale.

Klausner a susținut că prin prosperitatea statului și cuceririle realizate, regele „profan” din Casa Hasmoneilor a adus, fără intenție, iudaismului spiritual, mai multe foloase decât cei mai evlavioși dintre conducătorii acestuia. „Poziția negativă față de acest rege din partea doctorilor timpurii și mai târzii ai religiei, dovedește,” spunea Klausner, „o lipsă de aprofundare în istoria acelor timpuri și  tendințe de judecată teologică, care nu țin seama de viața materială și de starea de lucruri din antichitate”.
- Figura lui Alexandru Ianai este evocată în romanul scriitorului israelian Moshe Shamir Meleh basar vadam (Un rege carne și oase)

- Străzi în orașele israeliene, precum și localitatea Beit Yanay îi poartă numele.